# Macaé (gemeente)
Macaé is een gemeente in de Braziliaanse deelstaat Rio de Janeiro. De gemeente telt 244.139 inwoners (schatting 2017).

## Aangrenzende gemeenten
De gemeente grenst aan Carapebus, Casimiro de Abreu, Conceição de Macabu, Nova Friburgo, Rio das Ostras en Trajano de Moraes.

## Geboren
- Washington Luís (1869-1957), president van Brazilië (1926-1930)
- Bruno Fratus (1989), zwemmer
- Bruno Viana (1995), voetballer